# Noel Torres
Noel Torres (né le 1er janvier 1988), est un chanteur et compositeur mexicain.

## Biographie
Originaire de Rancho El Varejonal à Badiraguato, Sinaloa, Noel Torres commence sa carrière professionnelle en tant qu'auteur-compositeur-interprète dans le genre norteño et plus tard avec la banda sinaloense.

## Discographie

### Albums studio
- 2010 : Al Frente y de Frente
- 2011 : Llegamos, Estamos y Seguimos
- 2012 : De Ayer a Hoy
- 2013 : La Estructura
- 2014 : La Balanza
- 2016 : Me Pongo de Pie
- 2017 : La Vida a Mi Modo

## Distinctions
| Période   | Prix              | Catégorie                                                           | Résultat   | Réf   |
| --------- | ----------------- | ------------------------------------------------------------------- | ---------- | ----- |
| 2014      | Premios Billboard | Música Latina a Regional Mexican Songs - artiste/soliste de l'année | Nomination |       |
| 2014-2015 | Lo Nuestro        | Album de l'année - musique régionale mexicaine                      | Nomination | [ 2 ] |
| 2014-2015 | Lo Nuestro        | Artiste de l'année - musique régionale mexicaine                    | Nomination |       |
| 2014      | Lo Nuestro        | Chanson de l'année - musique régionale mexicaine                    | Nomination |       |
| 2014-2015 | Lo Nuestro        | Artiste norteño de l'année - musique régionale mexicaine            | Nomination | [ 3 ] |